# A Ship Comes In
A Ship Comes In és una pel·lícula estatunidenca dirigida per William Howard, estrenada el 1928. Louise Dresser fou nominada a l'Oscar a la millor actriu el 1929 per la seva actuació.

## Argument
A "A Ship Comes in", els productors donen una lleugera bufetada a l'evidència circumstancial i es sumen a la poca credibilitat de la seva història mostrant com un anarquista pateix una malaltia mental després que la seva bomba ha causat mort i lesions. És un altre un d'aquells estranys guions mecànics sobre els quals algú s'ha entusiasmat, perquè reeixien a obtenir els serveis d'intèrprets com Louise Dresser, Rudolph Schildkraut i Robert Edeson, dirigits per William K. Howard.
Aquesta història comença d'una manera feliç, però quan Peter Pleznitz ha complert a Amèrica cinc anys i ha obtingut els seus papers de nacionalització finals, es decideix que el sofriment empaitarà els seus passos. Tot s'arranja d'una manera més artificial, primer quan un anarquista col·loca una bomba de rellotgeria en una caixa en lloc d'un pastís que Pleznitz havia de donar al Jutge que li havia aconseguit els seus papers; declaren Pleznitz culpable del delicte de fer explotar les habitacions del Jutge i de matar un secretari. Finalment apareix l'anarquista, malalt mental que veu els rellotges marcant les set, l'hora que havia posat la seva bomba. Aquesta malaltia no és prou per fer confessar l'assassí, fins que és atropellat per un automòbil i només abans de morir explica la seva culpabilitat. Pleznitz és alliberat, felicitat pel jutge, i és rebut per la seva dona. Pleznitz, profundament agraït amb el seu país adoptat, pregunta pel seu fill que havia anat a França per lluitar.

## Repartiment
- Rudolph Schildkraut: Peter Pleznik
- Louise Dresser: Sra. Pleznik
- Milton Holmes: Eric
- Linda Landi: Marthe
- Lucien Littlefield: Dan Casey